# Eilema decreta
Eilema decreta är en fjärilsart som beskrevs av Geoffrey Fryer 1912. Eilema decreta ingår i släktet Eilema och familjen björnspinnare. Inga underarter finns listade i Catalogue of Life.

## Bildgalleri

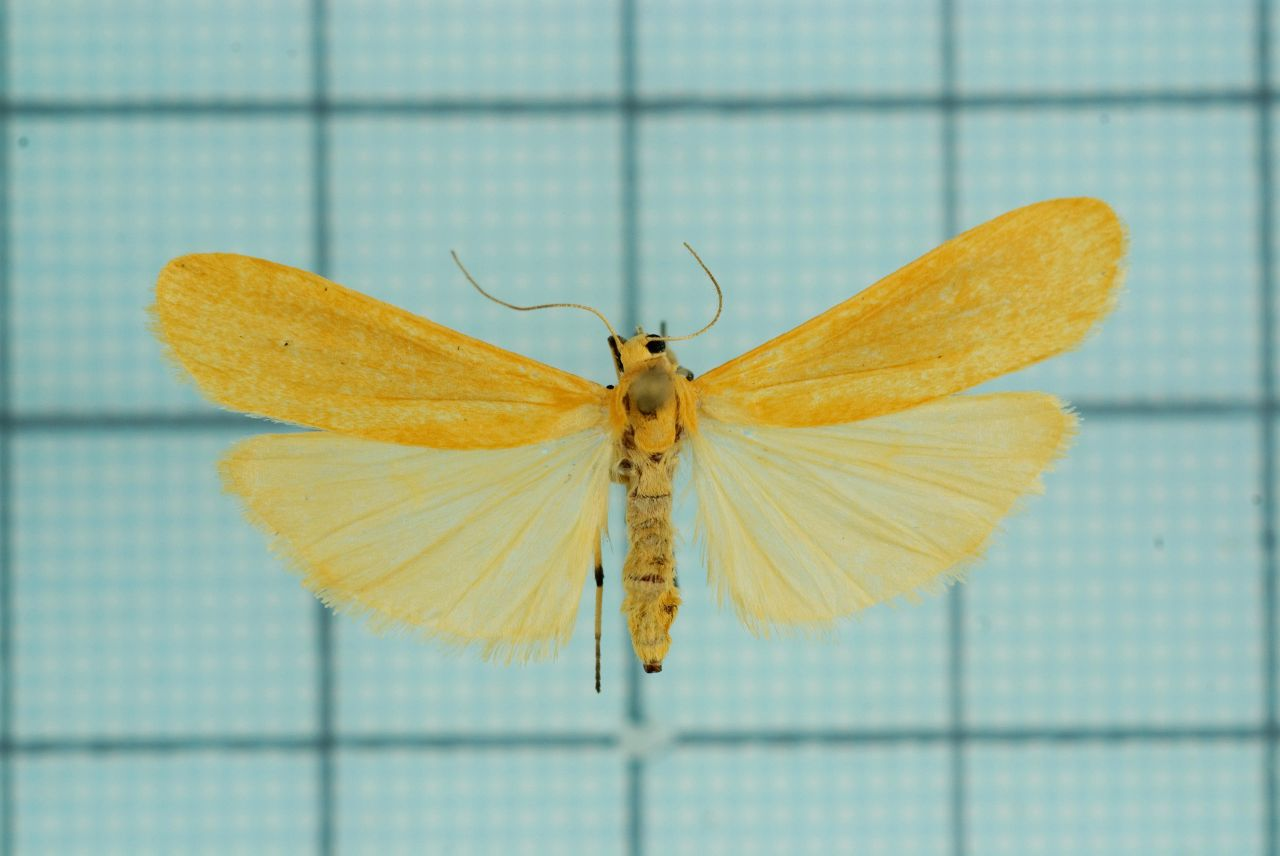